# Хадсон (Тексас)
Хадсон (енгл. Hudson) град је у америчкој савезној држави Тексас. По попису становништва из 2010. у њему је живело 4.731 становника.

## Демографија
Према попису становништва из 2010. у граду је живело 4.731 становника, што је 939 (24,8%) становника више него 2000. године.
| Група             | 2000.         | 2010.         |
| Белци             | 2.946 (77,7%) | 3.270 (69,1%) |
| Афроамериканци    | 150 (4,0%)    | 257 (5,4%)    |
| Азијати           | 11 (0,3%)     | 55 (1,2%)     |
| Хиспаноамериканци | 647 (17,1%)   | 1.104 (23,3%) |
| Укупно            | 3.792         | 4.731         |